# دانيال مورا
دانيال مورا (بالإسبانية: Daniel Mora Zevallos)‏ هو عسكري وسياسي بيروفي، ولد في 18 فبراير 1945 في كاياو في بيرو. حزبياً، نشط في Possible Peru ‏.
1. ↑   https://infogob.jne.gob.pe/Politico/FichaPolitico/daniel-emiliano-mora-zevallos_historial-partidario_mHhFMc6bWzAc6+@0ElOxMA==hc. اطلع عليه بتاريخ 2024-01-16. {{استشهاد ويب}}: |url= بحاجة لعنوان (مساعدة) والوسيط |title= غير موجود أو فارغ (من ويكي بيانات) (مساعدة)